# Каппелен (Берн)
Каппелен (нем. Kappelen BE) — коммуна в Швейцарии, в кантоне Берн.
Входит в состав округа Аарберг. Население составляет 1135 человек (на 31 декабря 2006 года). Официальный код — 0305.